# Nhà hát Opera Baltic

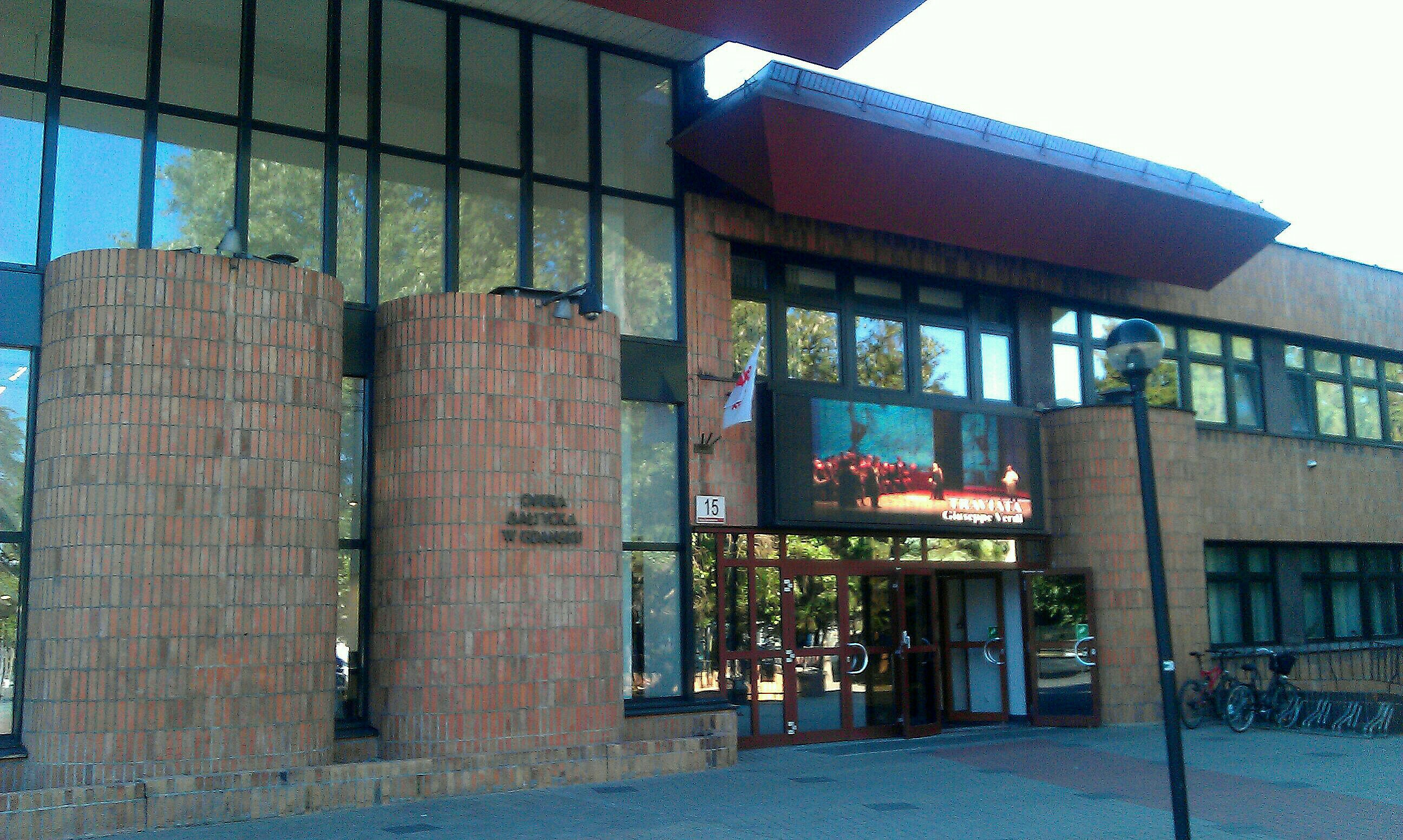
Nhà hát Opera Baltic

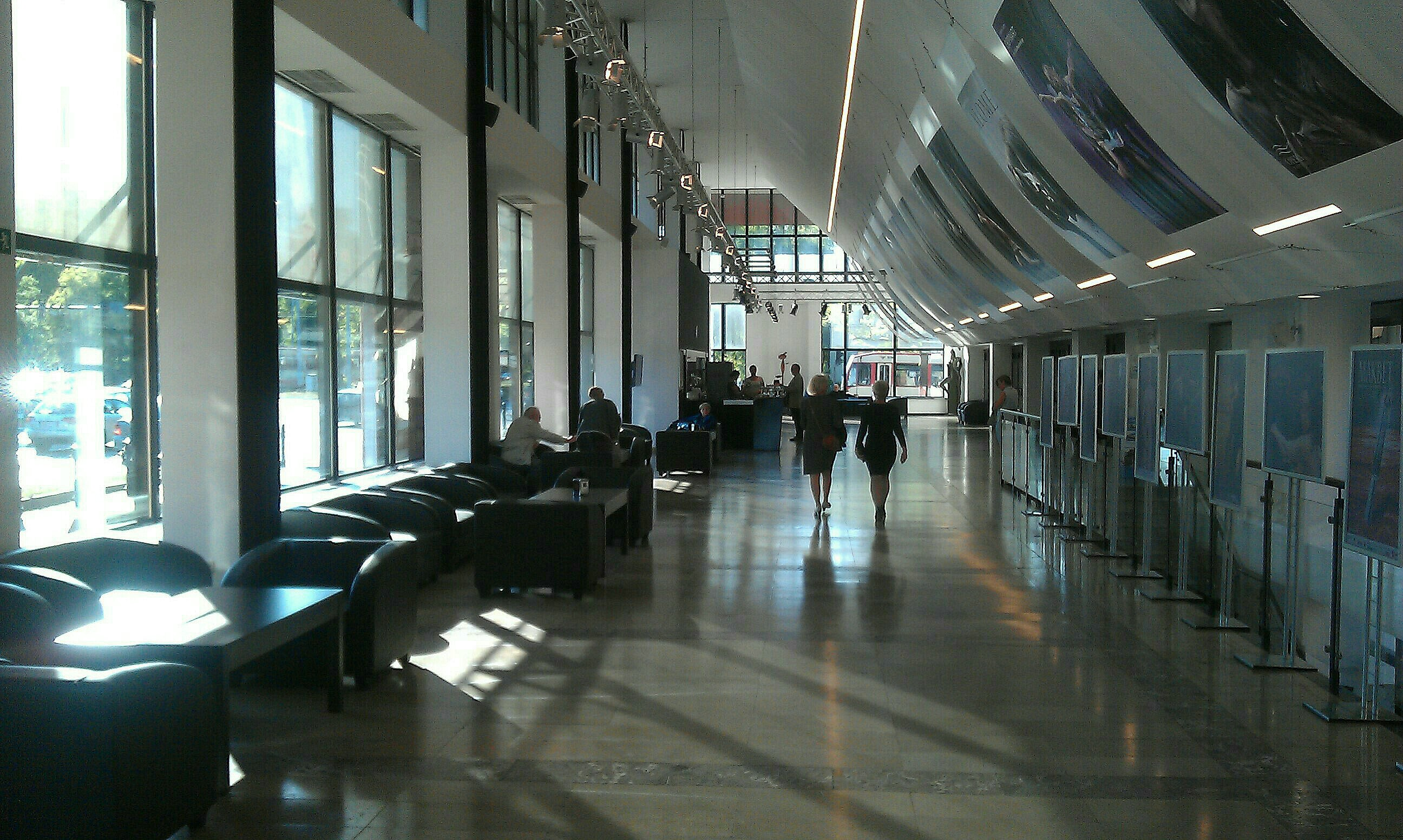
Phòng giải lao

Nhà hát Opera Baltic (trước đây là Baltic State Opera) là một công ty opera nằm ở Gdańsk, Ba Lan. Bắt đầu vào tháng 2 năm 1949 khi Studio Âm nhạc và Kịch (tiếng Ba Lan: Studio Muzyczno-Dramatyczne) được thành lập bởi Iwo Gall. Vào mùa thu năm 1949, Opera Studio (tiếng Ba Lan: Studio Operowe) của Hội Người yêu nhạc Baltic được thành lập. Năm 1953, họ được hợp nhất dưới tên Nhà hát Opera và Hội Nguòi yêu nhạc của Baltic. Năm 1993, sau khi tổ chức này bị chia rẽ, Nhà hát Opera Baltic nổi lên.
Năm 2008, Marek Weiss trở thành giám đốc và điều hành tổ chức theo hướng mới. Các vở Opera đầy tham vọng như Rape of Lucretia của Britten hoặc Ariadne auf Naxos củaRichard Strauss đạo diễn bởi Weiss xuất hiện trong tiết mục của mình.
Theo sau hiệu ứng từ những thay đổi được thiết lập bởi công ty, năm 2010, BBC đã đặt trao danh hiệu cho Nhà hát Opera Baltic (là nhà hát opera đầu tiên ở Ba Lan) là một trong mười nhà hát opera hay nhất ở châu Âu; trong số những nhà hát khác là Nhà hát Opera Hoàng gia, Vườn Vườn, Teatro del Liceu ở Barcelona, La Monnaie ở Brussels và Nhà hát Opera Hà Lan ở Amsterdam.
Trái ngược với hầu hết các rạp của châu Âu, Nhà hát Opera Baltic giới thiệu tác phẩm của mình không thông qua thệ thống tiết mục, nhưng sử dụng  hệ thống stagione. Hàng năm, Nhà hát Opera Baltic trình bày khoảng 120 vở opera, buổi khiêu vũ và buổi biểu diễn hòa nhạc. Các nhà sản xuất tốt nhất chuẩn bị từ năm đến sáu lần công chiếu một năm. Mỗi mùa bao gồm các tác phẩm kinh điển như các vở opera lớn của Mozart, Tchaikovsky, Verdi và Bizet cũng như các tiết mục khác thường xuyên hơn.
Công ty tham gia vào các dự án văn hóa quốc tế một cách thường xuyên. Nó đã hai lần tham gia Liên hoan nhạc kịch quốc tế và cuộc thi dưới sự bảo trợ của Mezzo TV. Trong mùa 2011/2012, nó đã tổ chức phiên bản đầu tiên của Cuộc gặp gỡ của Nhà hát Vũ điệu Baltic (vào tháng 9 năm 2011) và chuẩn bị buổi ra mắt thế giới của vở opera Madame Curie của Elżbieta Sikora. Công trình này được Nhà hát Opera Baltic ủy quyền, mặc dù buổi biểu diễn đầu tiên của nó diễn ra tại Paris vào tháng 11 năm 2011, trong khuôn khổ Chương trình Văn hóa của Chủ tịch Ba Lan thuộc Hội đồng EU. Madame Curie cũng là sản phẩm đầu tiên trong sê-ri Opera Gedanensis, một dự án đang được Nhà hát Opera Baltic thực hiện.

Bên ngoài các tiết mục hoạt động chính, các buổi ra mắt của Ba Lan diễn ra tại Nhà hát Opera Baltic bao gồm: 
| - Cherevichki bởi Tchaikovsky (1952) - Peter Grimes bởi Benjamin Britten (1958) - The Miraculous Mandarin bởi Béla Bartók (1960) - Rita bởi Donizetti (1961) - The Rake's Progress bởi Igor Stravinsky (1965) - Iolanta bởi Tchaikovsky (1977) - The Little Hump-backed Horse, ballet bởi Rodion Shchedrin (1978) | - Luisa Miller bởi Verdi (concert version, 2001) - I Lombardi alla prima crociata bởi Verdi (concert version, 2004) - Anna Bolena bởi Donizetti (2004) - I masnadieri bởi Verdi (concert version, 2005) - Madame Curie bởi Sikora (2011) - Rothschild's Violin bởi Veniamin Fleishman (2013) - The Gamblers bởi Shostakovich (chưa hoàn thành) và nhạc sĩ người Ba Lan Krzysztof Meyer (2013) |